# Erinosi
L'erinosi és una malaltia dels ceps produïda per la picadura de l'Eriophyes vitis, un àcar de cos allargat que pica els pàmpols.
En el lloc de la picada apareix una inflamació rugosa.